# Universidad Austral de Chile
Universidad Austral de Chile este o universitate tradițională din orașul Valdivia, Chile.
A fost fondată la data de 7 septembrie 1954.